# Leasing
Locação financeira (português europeu) ou arrendamento mercantil (português brasileiro), também conhecido pelo termo em inglês leasing, é um contrato através do qual a arrendadora ou locadora (a empresa que se dedica à exploração de leasing) adquire um bem escolhido por seu cliente (o arrendatário, ou locatário) para, em seguida, aluga-lo
O cliente deste tipo de crédito, é, tipicamente, uma empresa, podendo, no entanto, ser, também, contratado por pessoa física.
O leasing é um contrato denominado na legislação brasileira como “arrendamento mercantil”. As partes desse contrato são denominadas “arrendador” e “arrendatário”, conforme sejam, de um lado, um banco ou sociedade de arrendamento mercantil e, de outro, o cliente. O objeto do contrato é a aquisição, por parte do arrendador, de bem escolhido pelo arrendatário para sua utilização. O arrendador é, portanto, o proprietário do bem, sendo que a posse e o usufruto, durante a vigência do contrato, são do arrendatário. O contrato de arrendamento mercantil pode prever ou não a opção de compra, pelo arrendatário, do bem de propriedade do arrendador.

## Formas deleasing
Existem 3 formas de leasing :
- Financeira
- Operacional
- Leaseback[2]

Requisitos fundamentais para formação dos contratos – Art. 104 do Código Civil Brasileiro:

“A validade do negócio jurídico requer:

I - agente capaz;

II - objeto lícito, possível, determinado ou determinável;

III - forma prescrita ou não defesa em lei.”

No Leasing operacional, o prazo mínimo para esse tipo de contrato é de 90 dias.
No Leasing Operacional, ou, Operational Lease como conhecido no exterior, não há nenhum residual. No final do período de contrato, caso haja interesse em adquirir o bem, o valor referencia é o preço de mercado do bem, na época do final do contrato. Muitos contratos de Operational Lease são intermediados por instituições financeiras que através de parcerias com produtores de maquinas ou equipamentos, negociam um leasing operacional entre o banco e seu cliente. No final, o banco vende o bem novamente ao produtor da maquina, através de negociação previa.
O leasing financeiro se diferencia do operacional por inexistência de cláusula de prestação de serviços. É uma espécie de locação com a opção de devolução ou compra do bem, bem como de renovação do contrato ao fim dele. Caso a arrendatária resolva comprar o bem, pagará um valor residual preestabelecido no contrato.
O leaseback, ou leasing de retorno, é a modalidade na qual a arrendatária, sendo proprietária de um bem, vende-o à arrendadora e esta o aluga àquela. Geralmente ocorre quando uma empresa necessita de capital de giro. Ela vende seus bens a uma empresa que aluga de volta os mesmos. Essa modalidade está disponível apenas para arrendatários pessoas jurídicas .

## Tipos de contrato deLeasing
De acordo com livro de Finanças Empresarias existem dois tipos de contratos de Leasing:
- Rendas Constantes antecipadas
- Rendas Constantes postecipadas

As rendas constantes antecipadas são contratos de leasing em que os valores são pagos no início de cada período(por exemplo: inicio do mês ou do trimestre).
No caso das rendas constantes postecipadas os valores são pagos no final de cada período e não no início.
A fórmula de cálculo do valor a pagar difere consoante o tipo de renda.

## Vantagens e Desvantagens doLeasing[4]
Vantagens para os locatários:
- Possibilidade de escolher o equipamento ou imóvel, bem como o fornecedor do mesmo, negociando descontos de pronto pagamento;
- Rapidez de resposta e processo administrativo  simples;
- Facilita a renovação tecnológica, evitando a obsolescência, nos casos de celebração de contratos por prazos inferiores à vida útil fiscal dos bens;
- Existência de opção de aquisição do equipamento ou imóvel no final do contrato, mediante o pagamento do valor residual acordado inicialmente.

Desvantagens para os locatários:
- Não fornece o direito de propriedade, enquanto decorre o contrato. Tal facto poderá assumir uma situação vantajosa, caso o locatário tenha a intenção de não adquirir o bem, optando por sua renovação por tecnologia mais recente;
- Penalizações significativas por incumprimentos contratuais, ou por exemplo, por resolução antecipada do contrato.